# منصور بن عمر الكرخي
 منصور بن عمر الكرخي  من علماء الشافعية المعروفين من كبار أئمة الشافعية ، تفقه على أبي حامد الإسفرايني وله عنه تعليقة وصنف في المذهب كتاب الغنية ودرس ببغداد وتوفي بها سنة 447 هـ .  

ابنه محمد بن منصور الكرخي كان يسكن قطيعة الربيع من الكرخ، توفي سنة 488 هـ. قال مؤرخ الإسلام الذهبي حين ترجمه في وفيات سنة ٤٨٢ هـ: "محمد بن منصور بن عمر بن علي، أبو بكر ابن الإمام الفقيه أبي القاسم الكرخي، الفقيه الشافعي، والد الشيخ أبي البدر إبراهيم الكرخي … وأما أبوه فمن كبار أئمة الشافعية"